# Mas Pujol de Planès
El mas Pujol de Planès (o masia del Pujol de Planès) és una masia situada en el nucli del Pujol de Planès, a l'esquerra de l'església de Sant Esteve del Pujol de Planès i que està inventariada com edifici, patrimoni immoble d'ús residencial i de titularitat privada que té el número d'inventari IPA-3491. El seu estat de conservació és regular i no està protegit.

## Ubicació geogràfica
El mas Pujol de Planès està situat al nucli del Pujol de Planès, a 10 km al sud del nucli de Montmajor, seguint la carretera que surt de la plaça del poble i passa per l'església de Sant Sadurní de Montmajor. També s'hi pot arribar des de Gargallà agafant la carretera que mena cap al Balaguer. Està situada al costat de Sant Esteve del Pujol de Planès, a l'extrem de la Serra de Querol entremig de les rieres de Navel i de l'Hospital.

## Estil i descripció

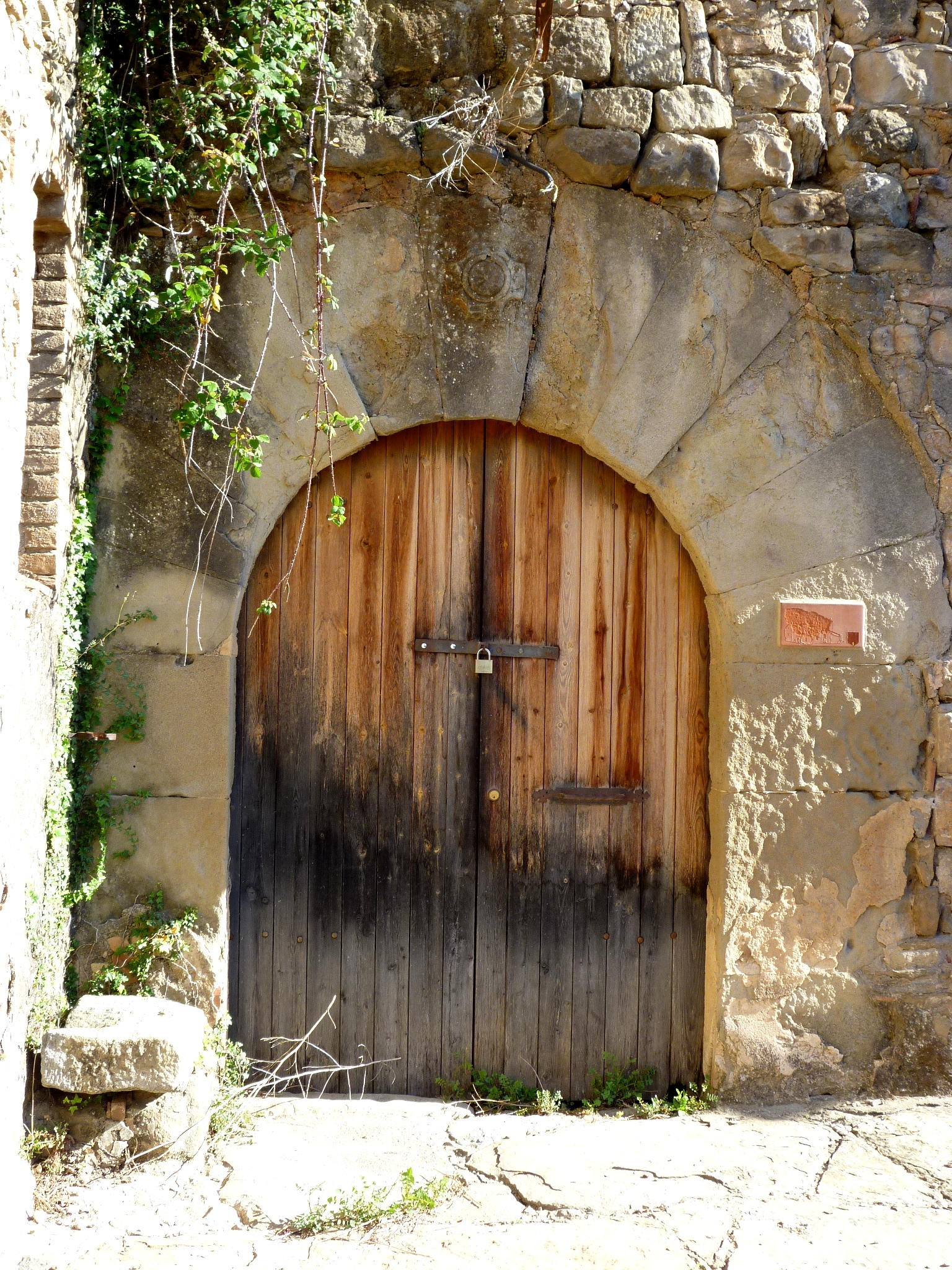
Portal

El Mas Pujol de Planès té una estructura clàssica coberta a dues vessants. Té el carener a la façana del migdia. La seva porta té la forma d'arc de mig punt i està feta amb grans dovelles i es pot veure l'escut a la clau de l'arc en forma d'estel. Les finestres de la casa estan situades en els murs de migdia i ponent i algunes d'aquestes conserven llindes de pedra. El mas està adossat a l'església de Sant Feliu del Pujol de Planès amb la que està unida per la paret en la seva banda occidental i amb la que conforma un únic conjunt.
La casa es va ampliar durant el segle xviii i s'hi va construir un nou cos adossat a la banda de migdia que està cobert a dues vessants i té un carener perpendicular a la seva façana, en la que hi ha dos finestrals esvelts d'arc de mig punt.

## Història
Es creu que durant el segle xvii, per a construir la masia, es van aprofitar els fonaments d'una construcció de l'època medieval perquè el lloc del Pujol de Planès ja surt esmentat en documents del 1196 (ADS, pergamí nº 915). La família cardonina dels Gibert eren els amos del Pujol durant el segle xiv, segurament perquè els comtes-ducs de Cardona que eren els senyors de l'oest del Berguedà en aquesta època.
El 1770 Joan Grifell i Vila era batlle del Pujol, Joan Torras i Pere Balaguer n'eren regidors i el procurador del comú era Celdoni Sabés. El Pujol de Planès va formar part de la batllia de Cardona durant l'edat moderna. Maria de Consol de Grassot i Cibat va obtenir el títol de barona del Pujol de Planès el 1901.